# Aviación militar

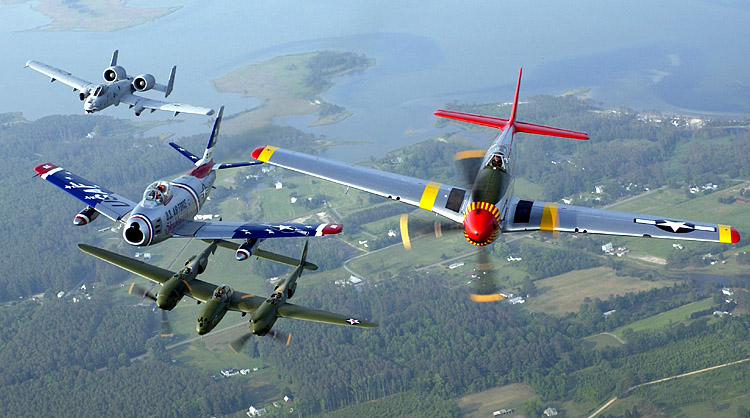
Un avión de ataque A-10 Thunderbolt II, y los cazas F-86 Sabre, P-38 Lightning y P-51 Mustang volando en formación durante un espectáculo aéreo en la Base Langley de la Fuerza Aérea de los Estados Unidos ubicada a 6 km de la ciudad de Hampton, Virginia.

La aviación militar comprende los medios materiales y humanos que conforman la fuerza aérea de una nación. El concepto de aviación militar implica la utilización de las aeronaves (aviones y helicópteros) con fines bélicos, ya sea para atacar al enemigo como para brindar apoyo a las fuerzas propias, dentro de un marco táctico y estratégico dado.
La aviación militar abarca también todo lo que está relacionado con los vuelos de ataque y de defensa, de reconocimiento y vigilancia, de transporte, de rescate, y otros similares, así como los sistemas de control y seguimiento de estos, apoyados de otros medios tácticos de defensa.

## Historia
El origen del empleo de las aeronaves para fines bélicos se remonta a la mitología, cuando Belerofonte mata a la Quimera montando su caballo alado Pegaso. Si bien aquí no hay presencia de vehículos aéreos creados por el hombre, se vislumbra ya el concepto del combate desde el aire como ventaja táctica.
En noviembre de 1792, los ensayos realizados por un grupo de artilleros en el Real Colegio de Artillería de Segovia y después ante el Rey Carlos IV de España del vuelo de un Globo aerostático, todos ellos dirigidos por Louis Proust, con la finalidad de obtener información relativa a las defensas de una plaza o al dispositivo de ataque a una plaza sitiada; fueron los primeros realizados en el Mundo en el aspecto militar.
Estrictamente, la primera vez que se utilizan aeronaves para realizar operaciones militares (aunque no de combate) fue en 1794, durante la batalla de Fleurus, cuando el ejército francés emplea globos para observar a las fuerzas austriacas. A pesar del enorme potencial de estos aparatos para las labores de observación y reconocimiento en el campo de batalla, tuvieron una difícil historia operacional, pues el mismo Napoleón los desestimó como instrumentos valiosos para la guerra.
No mucho después de haber sido inventado, el avión pasó a ser usado en servicios militares. El primer país que usó aviones con ese propósito fue Bulgaria, en ataques sobre posiciones otomanas durante la Primera Guerra de los Balcanes.
Pero la primera guerra en la que se usaron aviones en misiones de ataque, defensa y de reconocimiento fue en la Primera Guerra Mundial. Los Aliados y las Potencias Centrales hicieron un uso extensivo de los aviones. Irónicamente, la idea del uso de aviones como arma de guerra antes de la Primera Guerra Mundial fue motivo de risas y mofas por parte de muchos comandantes militares, durante los tiempos que precedieron a la guerra.

## Tipos de aeronaves militares

### Aviones de ataque

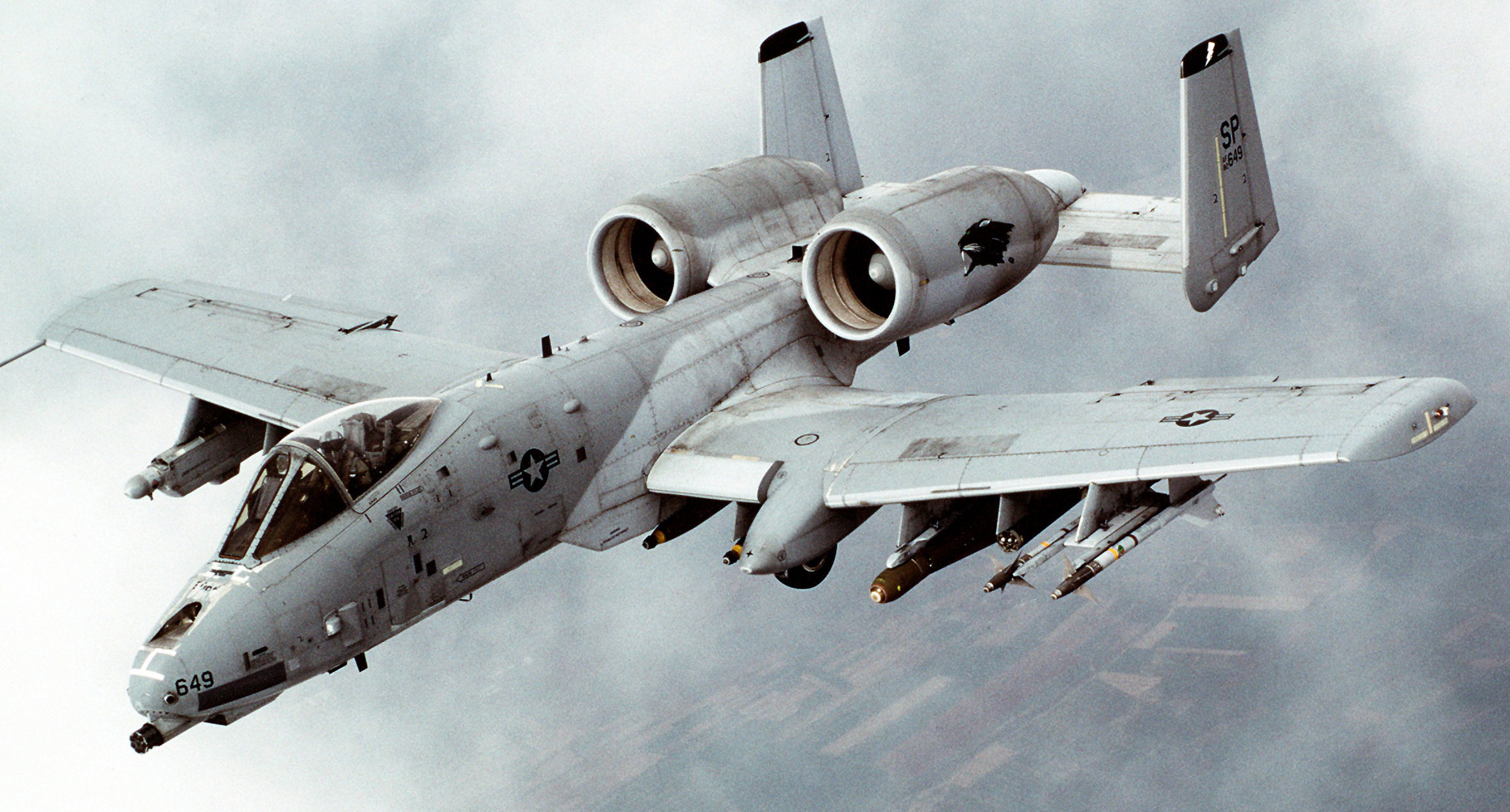
Avión de ataque a tierra estadounidense A-10 Thunderbolt II.

Los aviones de ataque, tal como su nombre lo dice, son aeronaves específicamente diseñadas para destruir objetivos enemigos en la superficie, tanto terrestre como marítima. Sin embargo, conviene señalar que esto no priva a los aviones de ataque de poder portar y disparar misiles aire-aire como precaución defensiva en caso de ser interceptados por el enemigo. De hecho, la mayoría de los aviones de ataque son capaces de derribar otras aeronaves llegado el caso, pero en cambio no son capaces de luchar un dogfight
Lo cierto es que la categoría de aviones de ataque contiene aeronaves muy diversas, tanto en su forma y categoría como en sus misiones y objetivos. Podemos encontrar aviones con motor de pistón, tales como el Douglas A‑1 Skyraider y el IA‑58 Pucará, ambos diseñados para realizar misiones de Apoyo aéreo cercano. Por otro lado, existen aviones como el F‑15E Strike Eagle, que si bien se especializa en misiones de ataque conserva la capacidad de ataque combate aire-aire del modelo F‑15C, por lo que técnicamente es un cazabombardero, aunque generalmente es considerado un avión de ataque. Finalmente tenemos los aviones de ataque puro, cómo el A-10 Thunderbolt y el Su‑25 Frogfoot. 
Tampoco se debe confundir a los cazas de ataque con los bombarderos, ya que estos últimos poseen objetivos y misiones diferentes. Los bombarderos atacan objetivos relativamente grandes, no necesariamente en tamaño pero sí en importancia estratégica, y comúnmente vuelan desde bases lejanas y a gran altura para evitar radares y defensas antiaéreas, ya que son relativamente lentos, grandes y vulnerables. por el contrario, los aviones de ataque se ocupan de objetivos más pequeños, es decir, tácticos, y operan desde el mismo teatro de operaciones en misiones a baja cota, combatiendo a quemarropa contra las defensas del enemigo. Por lo tanto, deben estar equipados con un fuerte blindaje tanto en el fuselaje como en los motores, armas inteligentes que puedan ser colocadas con precisión al primer disparo, equipos de contramedidas electrónicas para ser menos vulnerables a las armas enemigas y potentes motores que puedan volar bajo y lento cuando sea necesario (para identificar y apuntar a los objetivos) y que sean capaces de soportar el peso extra de armas y combustible.

### Bombarderos

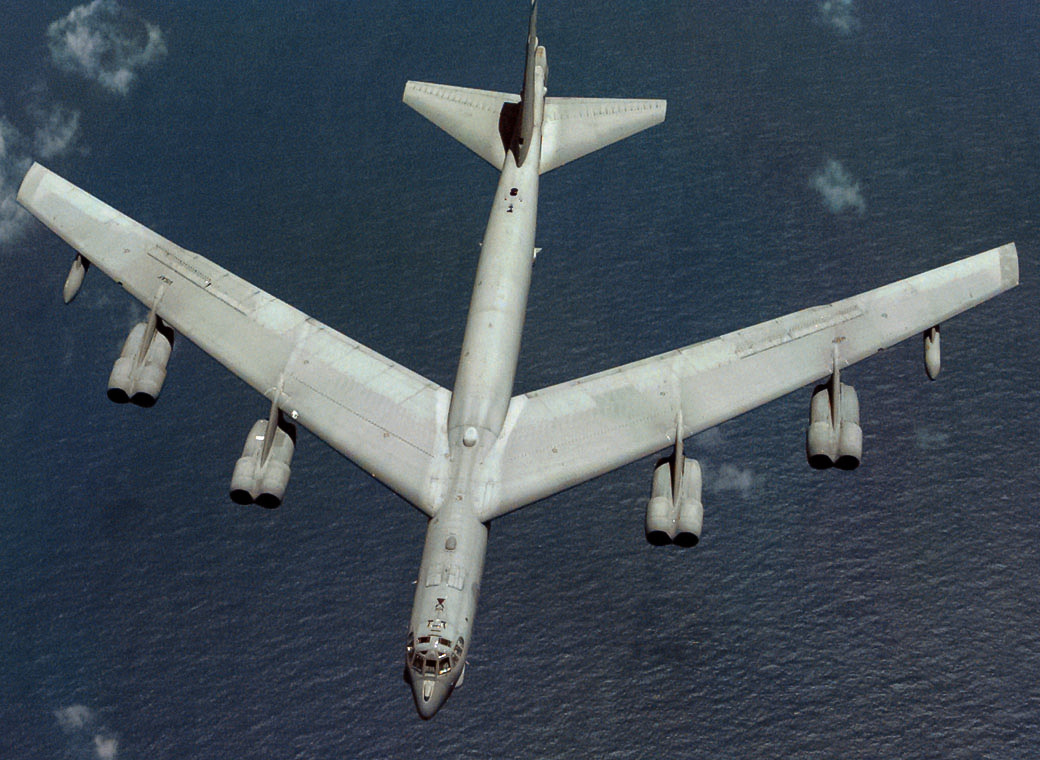
Bombardero estratégico estadounidense B-52 Stratofortress.

Los bombarderos son aviones diseñados para transportar una carga bélica determinada y lanzarla sobre un objetivo, ya sea en tierra o en el mar, teniendo muchas veces para ello que adentrarse en espacio aéreo dominado por el enemigo. Los bombarderos están dotados de bodegas y/o puntos de anclaje externos donde transportan la carga que puede ser bombas o también misiles crucero, y deben contar con medios para apuntar el lanzamiento, estos pueden ser ópticos o electrónicos.
Ejemplos de bombarderos actuales son el B-1 Lancer, el B-2, el B-52 o el Tu-160

### Aviones de caza

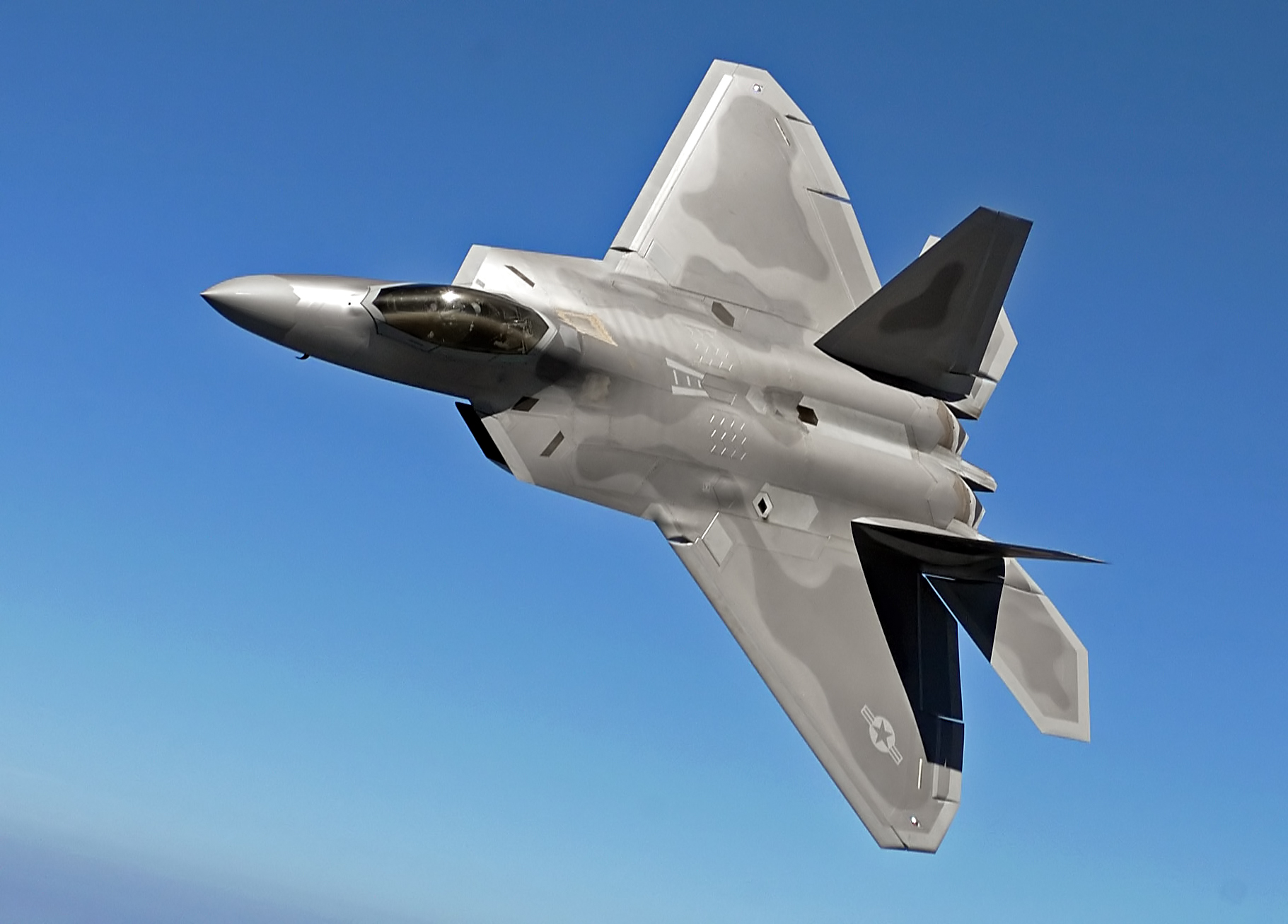
Caza de superioridad aérea estadounidense F-22 Raptor.

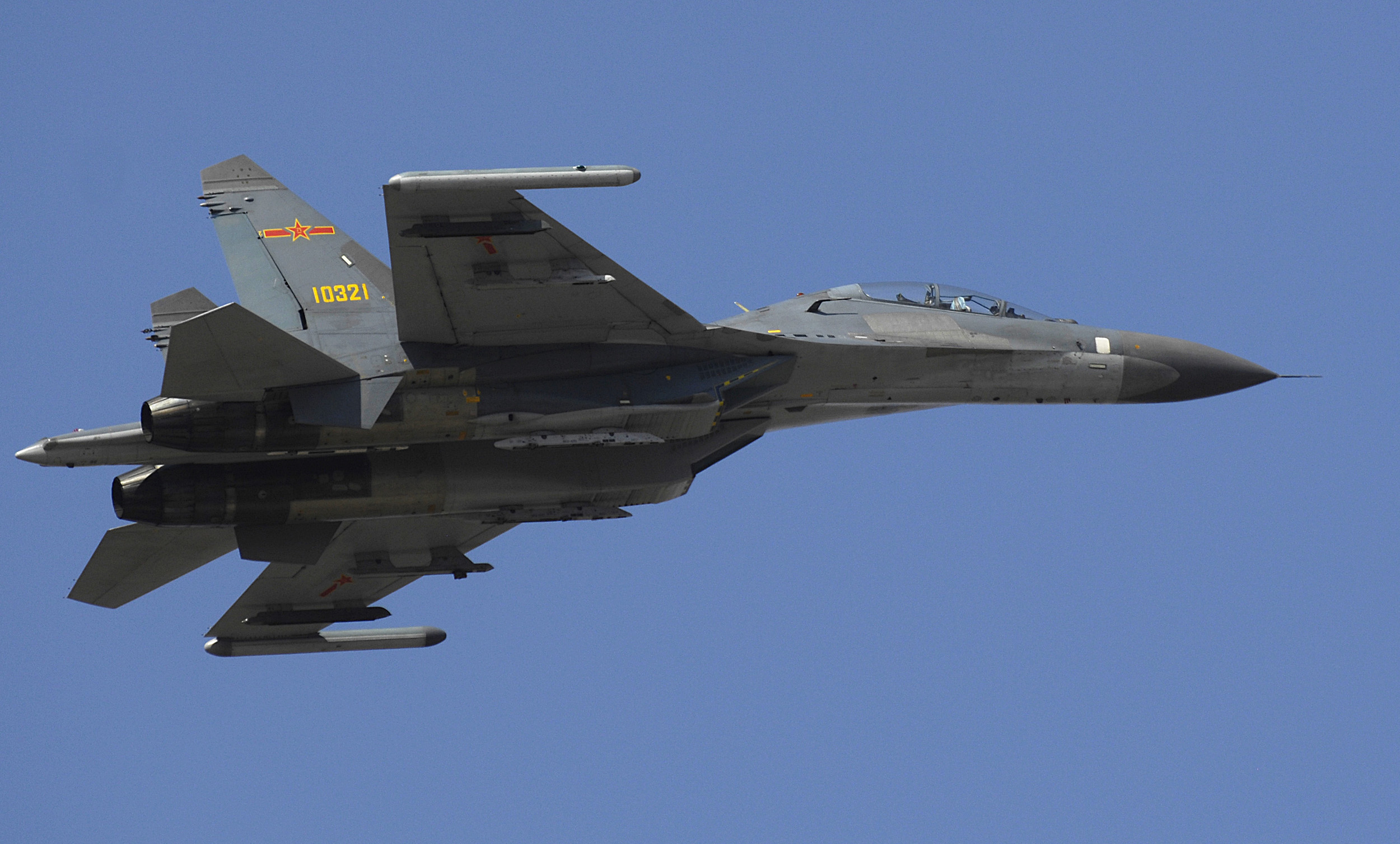
Interceptor chino Shenyang J-11.

Se denominan aviones de caza o interceptores a aquellas aeronaves concebidas, diseñadas, equipadas, armadas y utilizadas para la búsqueda y destrucción de las aeronaves del enemigo, así como para la defensa del espacio aéreo propio. 
Los aviones de caza tienen la función de desplegarse para defender puntos estratégicos en caso de que el enemigo envíe sus aviones para atacarlos. Por tanto, es esencial que entre sus características figure poder emplear pistas de reducidas dimensiones; poseer potencia suficiente para ganar altura en poco tiempo, poseer agilidad y maniobrabilidad para el combate cercano; contar con medios electrónicos (como el radar) para detectar y poder atacar al adversario; y, por último, tener la capacidad de portar y disparar munición para el combate aire-aire.
El avión de caza es el encargado de patrullar el espacio aéreo propio en las llamadas CAP (Combat Air Patrol, del inglés: Patrulla Aérea de Combate) y del dogfight, término que en inglés significa literalmente «pelea de perros», y que hace referencia al combate cerrado entre aviones. Aquí conviene diferenciar entre los aviones caza-interceptores «livianos» y los «pesados». Los primeros son más pequeños y livianos, ya que su misión principal consiste en defender el espacio aéreo propio (Mirage III, BAC Lightning, MiG-23, F-102, F-106,etc.), mientras que los segundos deben adentrarse en el espacio aéreo del enemigo para arrebatárselo, por eso se los llama también cazas de superioridad aérea (Su-27, F-22). 
Ejemplos de aviones caza-interceptores son: F-102, F-106 Delta Dart, Mirage IIIC (no confundir con la versión IIIE), BAC Lightning, F-14 (aunque la Armada de los Estados Unidos lo equipó luego con bombas), F-15, F-22 (actualmente redesignado F-22A ya que se le agregó la capacidad de portar bombas), MiG-23, Su-27, etc. 
Como se ve, la mayoría de las veces tanto los fabricantes como los gobiernos clientes de los mismos, terminan optando por los cazabombarderos, debido a su mayor relación costo-beneficio.

### Aviones de combate polivalentes

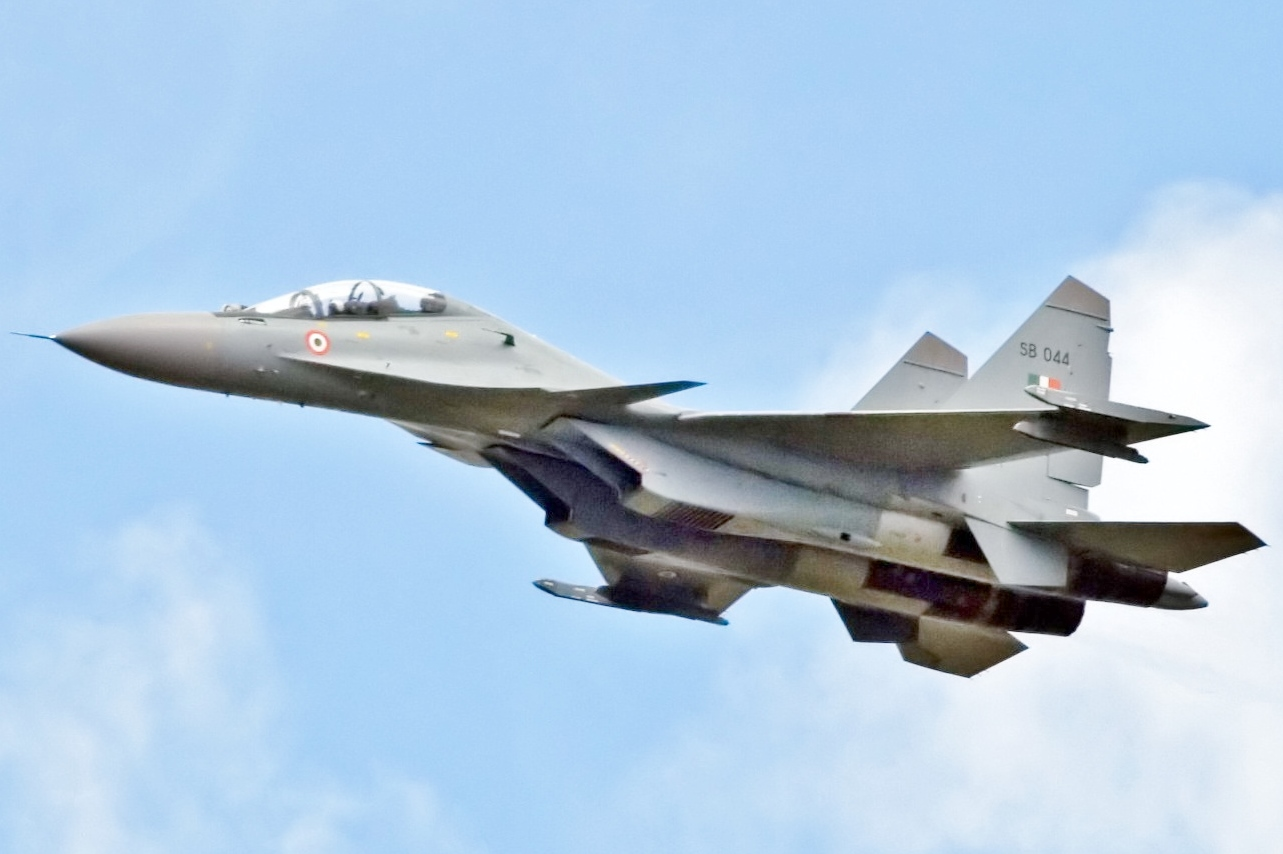
Cazabombardero polivalente ruso-indio Sujói Su-30MKI.

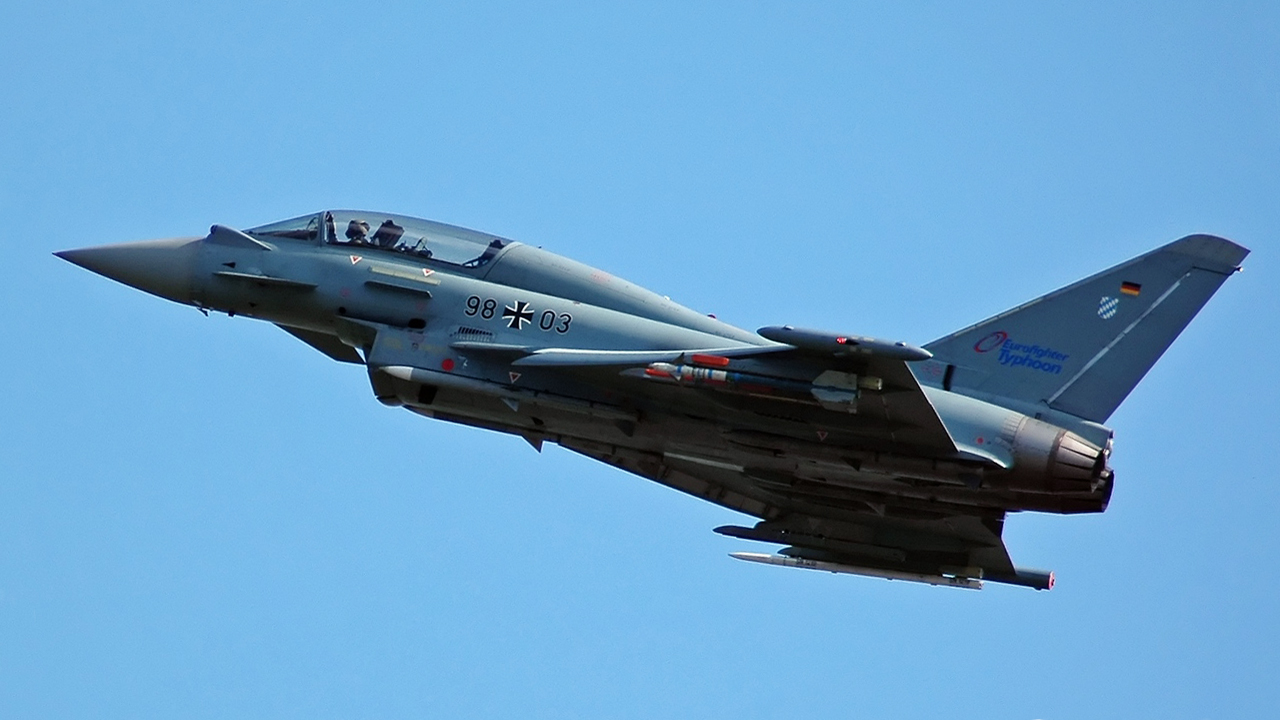
Caza polivalente europeo Eurofighter Typhoon.

El cazabombardero es un avión caza que además de poder asumir la función de defensa aérea, sirve como plataforma de ataque al suelo. En general, se los denomina simplemente cazas, y descienden de los cazas puros o caza-interceptores, ya que muchas veces son versiones con capacidad aire-suelo de los mismos. De hecho, por razones presupuestarias, pocas naciones pueden darse el lujo de poseer un avión distinto para cada función, optando por aeronaves multimisión. 
El cazabombardero es el principal avión de combate con que cuentan las fuerzas aéreas de todo el mundo ya que es un sistema de armas muy flexible, pudiéndose emplear, indistintamente, tanto para tareas de vigilancia del espacio aéreo como para misiones de ataque a superficie de objetivos tácticos, asumiendo además tareas antibuque, de guerra electrónica, supresión de defensas, reconocimiento, etc.
Ejemplos de cazabombarderos son: F‑4, F‑15E Strike Eagle, F‑16, F‑18, F‑35, MiG‑23B Flogger‑F, MiG‑29, Su‑30, etc.

### Aeronaves de transporte

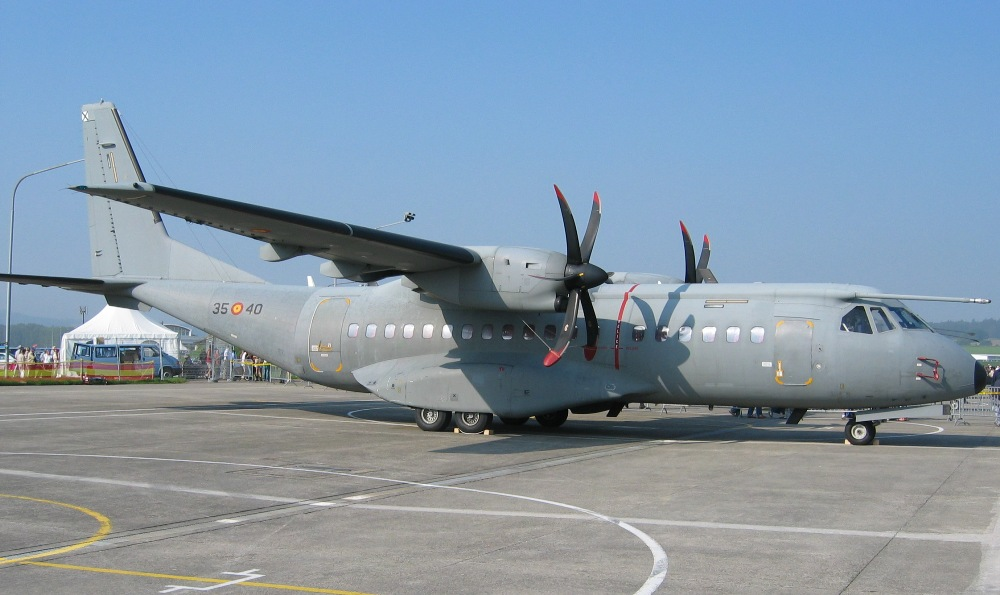
Avión de transporte militar español CASA C-295.

Los aviones de transporte militar (logísticos) son usados principalmente para transportar tropas y pertrechos militares. La carga puede ser instalada en pallets, que son fácilmente cargados, asegurados para el vuelo y descargados rápidamente en el lugar de entrega. También la carga puede ser descargada desde un avión en vuelo mediante el uso de paracaídas, eliminando la necesidad de aterrizar. También son incluidos en esta categoría los aviones cisterna; estos aviones pueden reabastecer de combustible a otros aviones mientras están en vuelo. Un ejemplo de un avión de transporte es el C‑17 Globemaster III. Un ejemplo de la Segunda Guerra Mundial es el C‑47. Un ejemplo de un avión cisterna es el KC‑135 Stratotanker. Los helicópteros y los planeadores pueden transportar tropas y abastecimientos a áreas donde otros aviones serían incapaces de hacerlos llegar.
Llamar a un avión militar un avión de carga es incorrecto, debido a que los aviones de transporte militar también transportan paracaidistas y a otros soldados. Sus principales características son: están blindados, tienen poca velocidad,las alas altas, la mayoría son bimotor.

### Aeronaves de reconocimiento

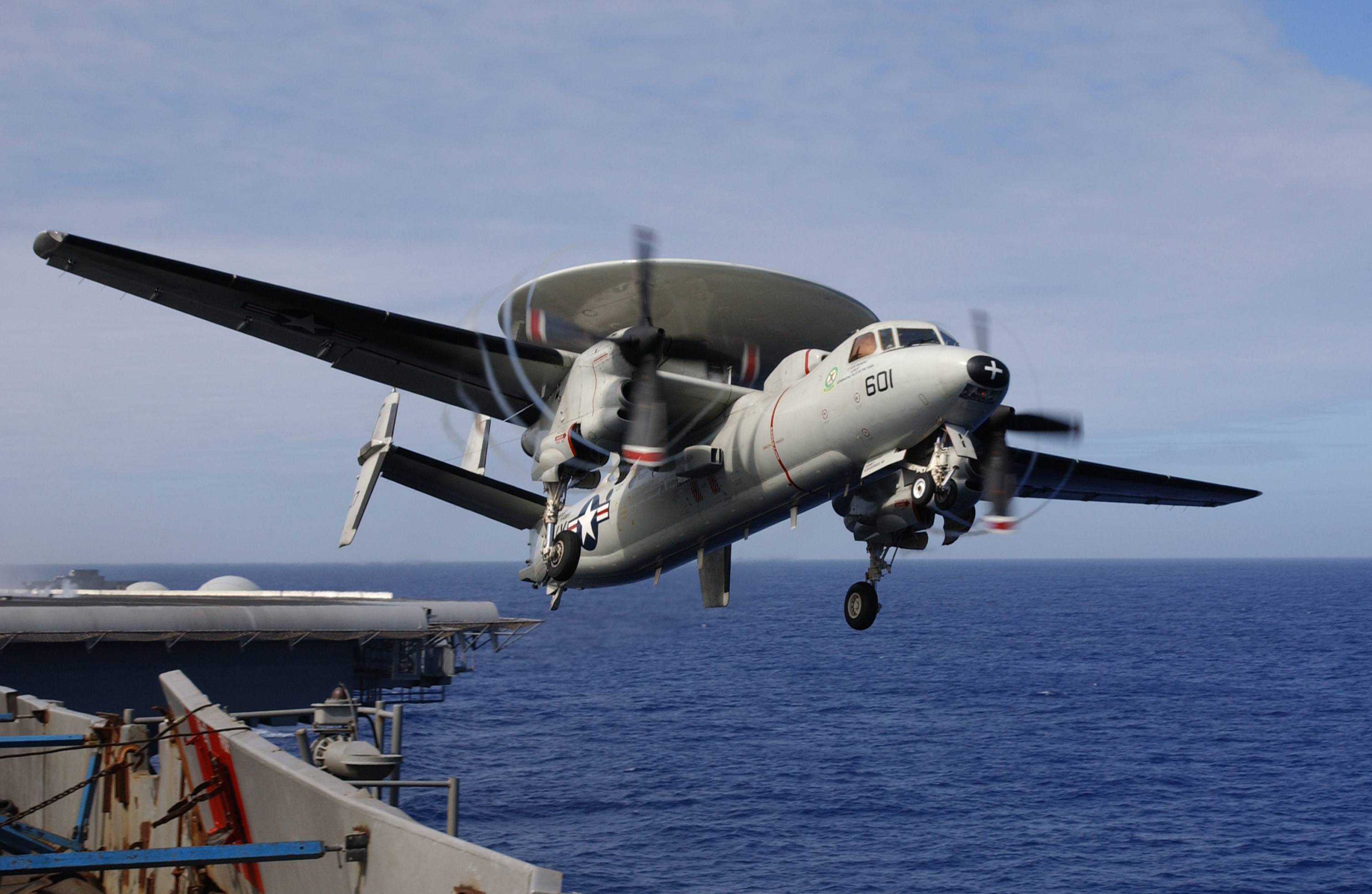
Un E-2C Hawkeye en el portaaviones USS George Washington (CVN-73).

Los aviones de reconocimiento son usados principalmente para obtener inteligencia. Ellos están equipados con cámaras y otros sensores. Estos aviones pueden estar diseñados especialmente o pueden ser modificaciones de un avión de bombardero o de caza. Este rol está siendo llenado cada vez más por satélites y vehículos aéreos no tripulados (en inglés: Unmanned Aerial Vehicles, UAV).
Los aviones de vigilancia y observación usa el radar y otros sensores para vigilar el campo de batalla, estas tareas incluyen la vigilancia del espacio aéreo, el patrullaje marítimo y el reglaje de artillería.

### Aviones para laguerra electrónica
Son aquellos vehículos que cuentan con dispositivos eléctrico o electrónico diseñados para engañar o burlar los radares, sonares y otros sistemas de detección como infrarrojos o láser. Puede ser usado tanto ofensiva como defensivamente para impedir que el enemigo consiga identificar sus blancos. Ejemplos son el Grumman EA‑6B Prowler o el Boeing EA‑18G Growler.

### Aeronaves experimentales
Los aviones experimentales están diseñados con el propósito de probar conceptos aerodinámicos, estructurales, aviónicos y/o de propulsión avanzados. Normalmente estos están equipados profusamente con instrumentos de medición, con los cuales los datos del desempeño del avión son transmitidos mediante enlaces de datos de radiofrecuencia a estaciones terrestres localizadas en campos de pruebas en donde los aviones son volados. Un ejemplo de un avión experimental es el XB‑70 Valkyrie.

## Aviador militar
Un aviador militar es un piloto militar o miembro del equipo que opera una aeronave militar. Más allá de pilotos, los aviadores militares pueden ser también navegantes, oficiales de sistemas de combate y, en los bombarderos pesados y aviones de transporte, también ingenieros de vuelo. Todas estas profesiones están relacionadas con el pilotaje de la aeronave, a diferencia de otro personal aerotransportado que no forma parte de la cabina de vuelo. En la mayoría de fuerzas aéreas en la actualidad, los aviadores militares son oficiales, graduados de una academia de aviación militar, que sirve también como academia de oficiales de la fuerza aérea.

### Aviadores de combate
Los aviadores militares que operan aviones de caza o cazabombarderos se llaman pilotos de combate y, en las aeronaves biplaza (bien en configuración tándem bien yuxtapuesta), también lo son los oficiales de sistemas de combate. En ambos casos se trata de personal militar combatiente, es decir que más allá de pilotar u operar la aeronave, se encargan de los sistemas de armas, intercepción y defensa, y son entrenados para situaciones de combate (ataque, defensa, bombardeo, dogfights, guerra electrónica, etc.), empleando una variedad de sistemas y armas.

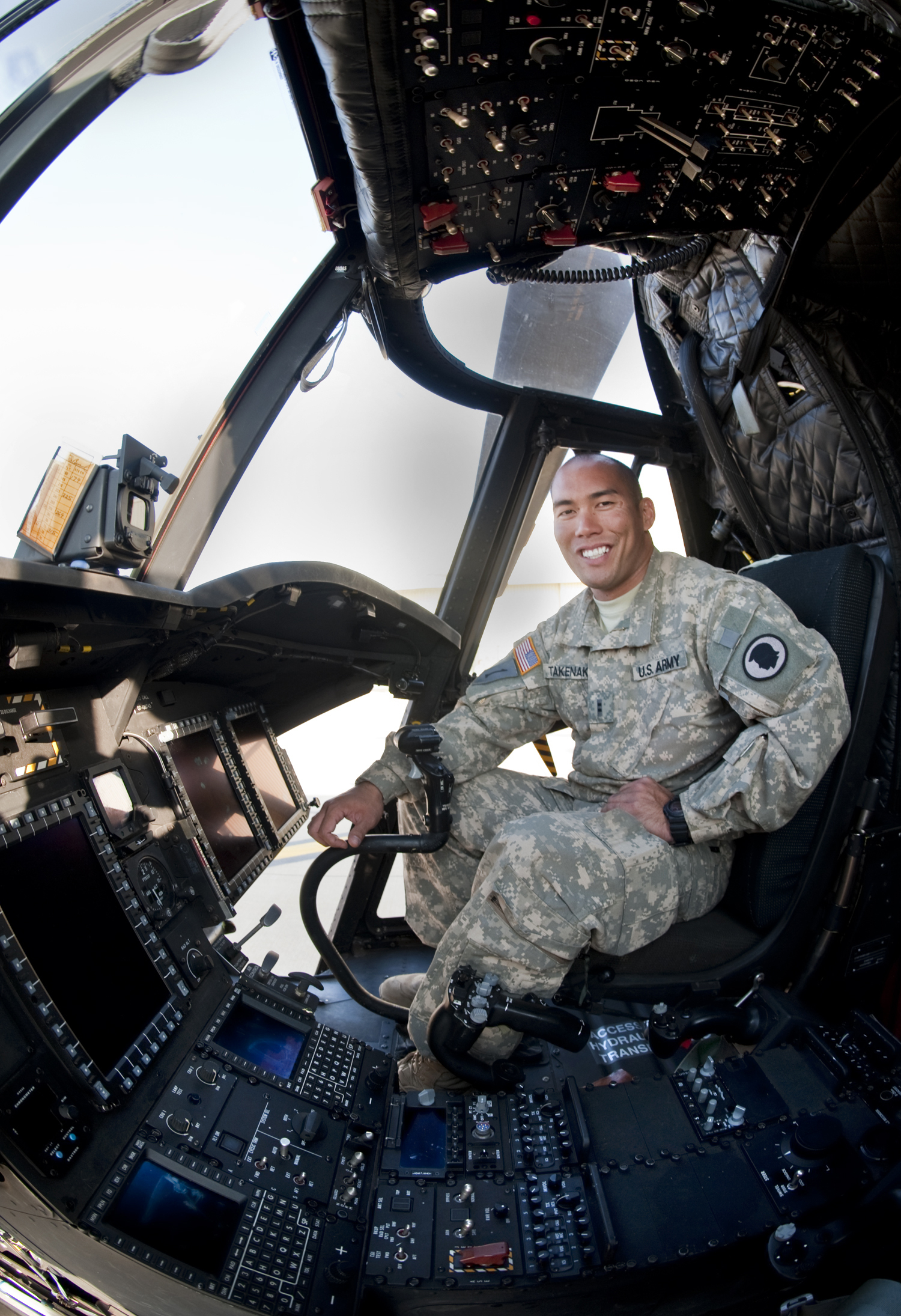
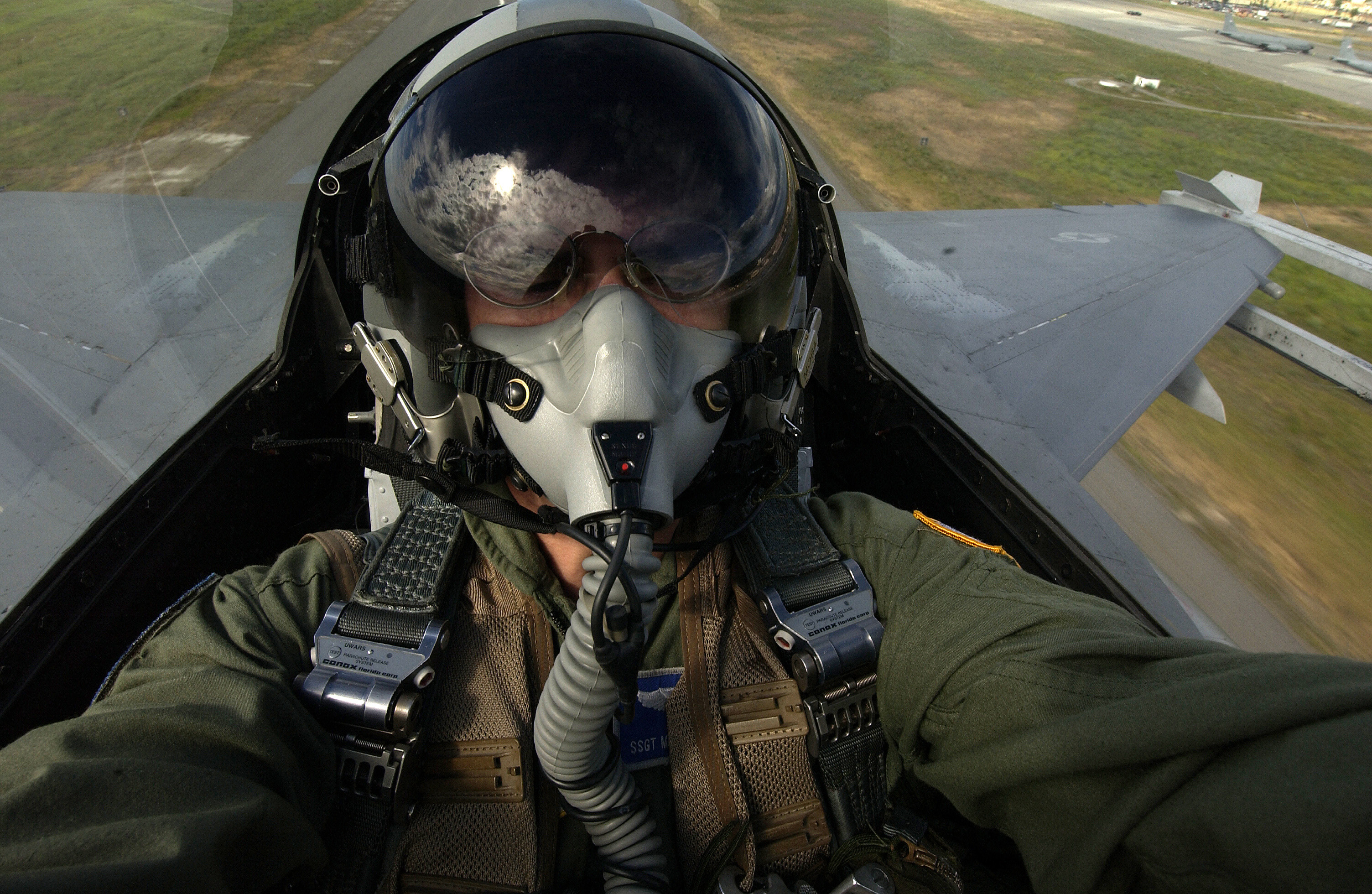
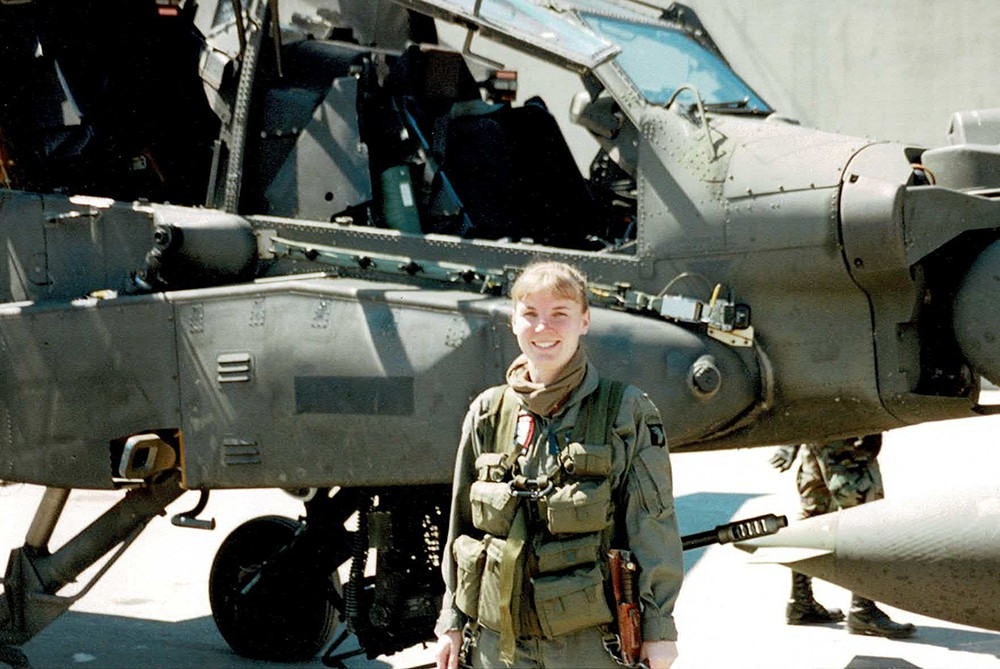
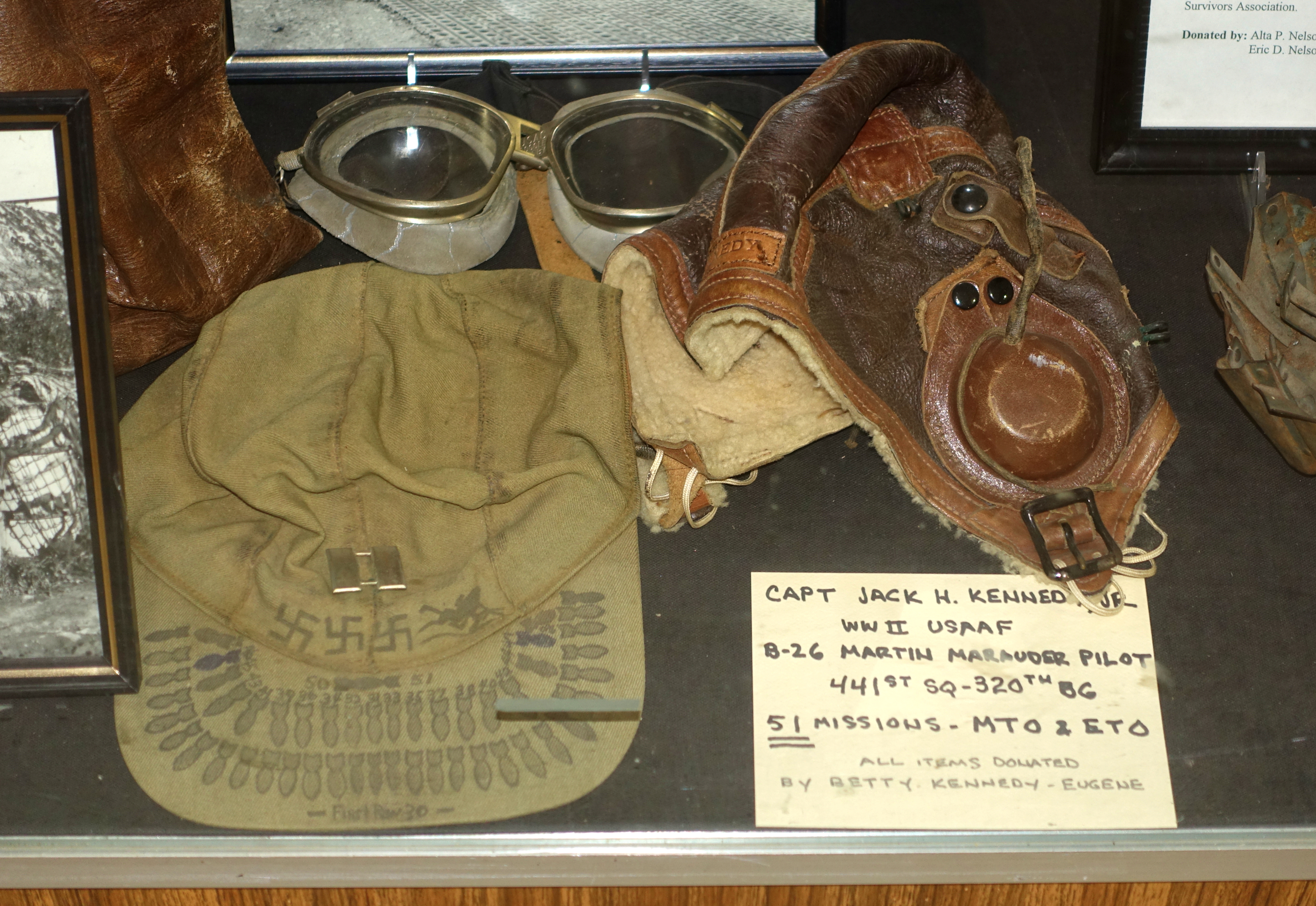
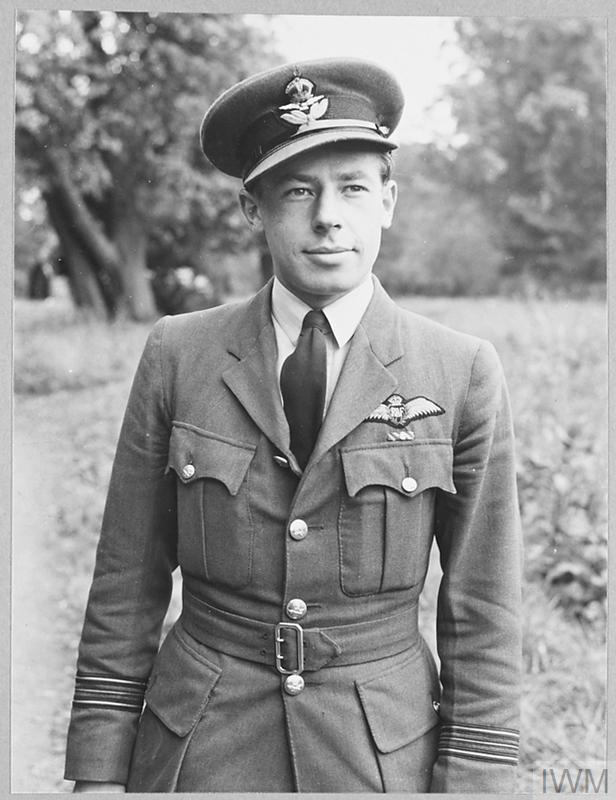
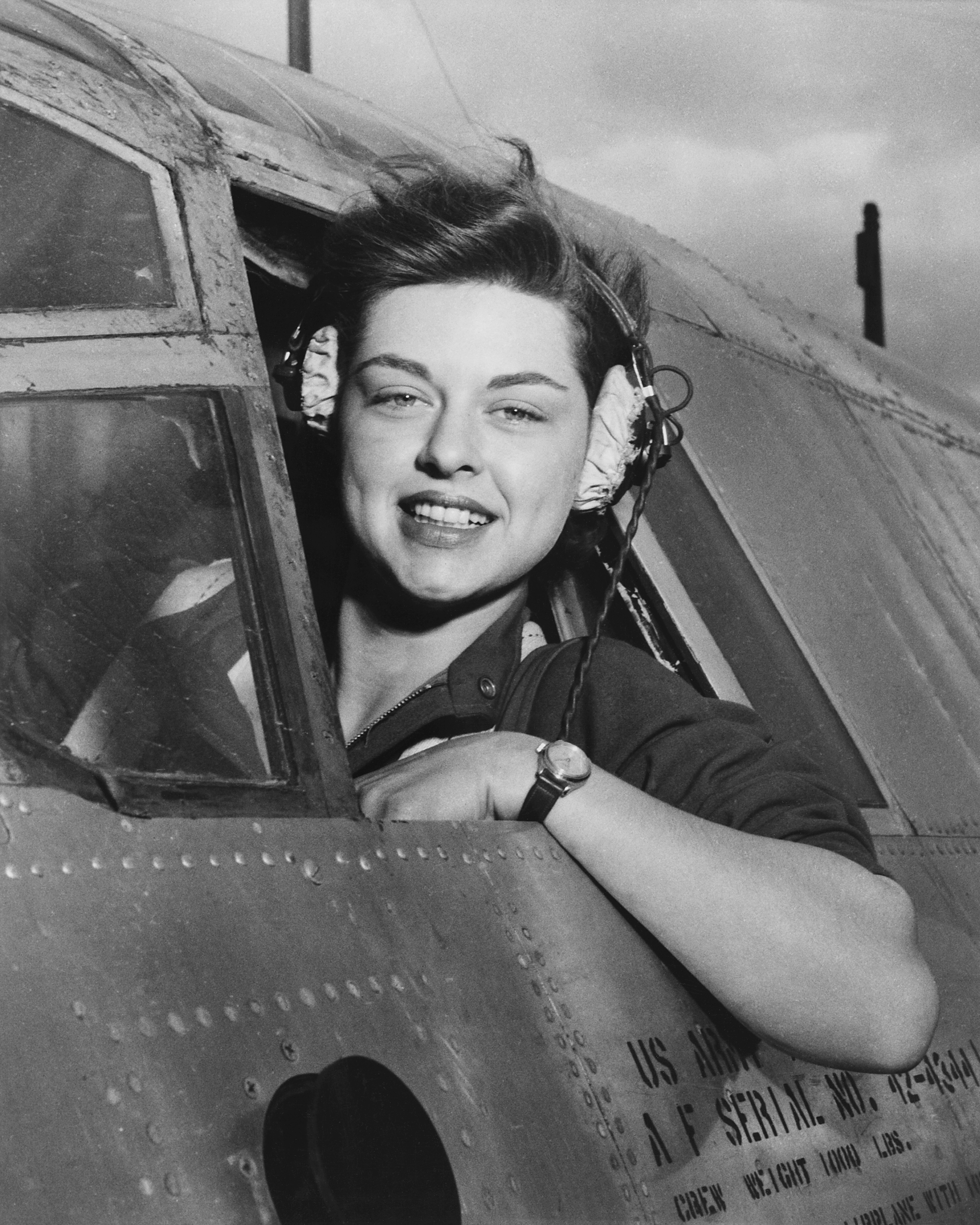